# 日本ミルクコミュニティ
日本ミルクコミュニティ株式会社（にっぽんミルクコミュニティ、英: Nippon Milk Community Co., Ltd.）は、かつて存在した牛乳・飲料などの製造と販売を行う日本の企業。
旧：雪印乳業、全国農協直販（全国農業協同組合連合会（全農）系）、ジャパンミルクネット（全国酪農業協同組合連合会（全酪連）系）の3社の市乳事業を経営統合して設立された。
2009年10月1日には、旧：雪印乳業との経営統合により設立された持株会社雪印メグミルクの子会社となり、2011年4月1日には、旧：雪印乳業と共に、雪印メグミルクへ吸収合併された。
同社は2011年4月1日に雪印メグミルクに吸収合併されるまで、市乳事業専業会社であった（バター・チーズなどの乳製品事業は、旧：雪印乳業が担当していた）。市乳事業においては明治乳業（現：明治）、森永乳業に次ぐ3位である。

## 会社設立の背景
背景には、1990年代からの国（農林水産省）による乳業事業の再編合理化計画（これによって、多くの地場中小乳業メーカーが廃業した）に加え、2000年に発生した旧：雪印乳業大阪工場（現在は閉鎖）製乳製品（主に低脂肪乳）による雪印集団食中毒事件、さらに食中毒事件後の、2001年から2002年にかけて発生した雪印牛肉偽装事件（これは旧雪印乳業本体ではなく、子会社の雪印食品不監督）によって壊滅的なダメージを受けた旧雪印乳業の救済を主な目的として、旧雪印の市乳部門と、同様に農協系乳業メーカーである全農（全国農協直販）と全酪連（ジャパンミルクネット）の市乳部門を統合（事業再編の一環）する形で設立された。
なお、前身企業のひとつである全酪連では、1996年（平成8年）に長岡工場や宮城工場で、脱脂粉乳や水を加えた「成分無調整牛乳」を出荷していた不祥事が発覚した（この後ジャパンミルクネットを設立して製造・販売部門を移管）。
また、もうひとつの前身企業である全農でも、2001年（平成13年）に、同社の神奈川中酪工場で製造された牛乳の中に大腸菌群が混入していた不祥事があった。
これら2社の不祥事も、旧:雪印乳業と共に事業再編・統合された遠因の一つといえる。

## 製造商品
同社は牛乳、乳飲料以外にもヨーグルトや、生クリーム、ジュースデザートを製造する市乳事業専業会社であった。一方で、チーズ、バターといった乳製品の製造は一切行わなかった。これは同社が、旧:雪印乳業の市乳部門を中心としてできた会社であり、チーズ、バターなどの乳製品の製造は、旧:雪印乳業が引き継いだため。
日本ミルクコミュニティが販売する商品のブランドには、「メグミルク」（MEGMILK）という新ブランドが使われ、赤いパッケージでブランドイメージを一新していたが、「雪印牛乳」、「農協牛乳」、「全酪牛乳」などの従来のブランドも、ごく少量ながら現在も製造・販売されている。
その他、旧：全農や全酪連の流れで、コンビニなどのプライベートブランド（PB）商品、Doleなどの他社ブランドの製品の生産も行っている。「カツゲン」のように、地域限定で発売している製品も存在する。
代表的な商品、特色のある商品としては、以下のものがある。
- メグミルク牛乳 - 日本ミルクコミュニティの主力商品。赤いパッケージが特徴。
- 雪印牛乳 - 雪印メグミルクグループ創業地・北海道を中心に販売。
- おなかにやさしく - 牛乳に含まれる乳糖を分解し、取り除いた乳飲料。飲用しても乳糖不耐症を起こさない。2009年3月に旧:雪印乳業時代から発売されてきた「アカディ」を刷新。よりすっきりした味わいに改良された。
- ナチュレ恵megumi【特定保健用食品】 - 日本生まれの乳酸菌であるガセリ菌SP株を含む4菌種を使用したプレーンヨーグルト。
- フリーヨーグルト ガセリ菌SP株 - 脂肪分0%（栄養成分表示による）、砂糖不使用のプロバイオティクスヨーグルト。2009年8月に従来の「メタボフリーヨーグルト ガセリ菌SP株（2009年3月発売）」の製品名を変更し、風味を改良。
- 生きて届けるビフィズス菌ヨーグルト - 森下仁丹との共同開発品で、特殊技術によって腸まで届けるビフィズス菌入りカプセルが入っている。
- 栗原さんちのおすそわけシリーズ - 栗原はるみプロデュースのデザートシリーズ。

なお、これらの製品は雪印メグミルクに商号変更後も継続販売されているが、「フリーヨーグルトガセリ菌SP株」と「生きて届けるビフィズス菌ヨーグルト」は統合直前の2011年3月29日に「恵megumi」ブランドに統合され、前者は「恵megumi 長くとどまるガセリSP乳酸菌ヨーグルト」に、後者は「恵megumi 生きて届けるビフィズス菌カプセルヨーグルト」にそれぞれリニューアルされた。

## 沿革
- 2003年
  - 1月1日 - 創業
  - 1月6日 - 会社設立。工場にて製品の製造開始
  - 1月7日 - 店頭にてメグミルクブランド牛乳の販売開始
- 2005年5月 - 「低温脱気製法」を採用した「牛乳が好きな人のメグミルク」を地域限定発売
- 2006年
  - 2月28日 - 「クリーム&マンゴプリン」を発売。同時に「クリーム&プリン」、「クリーム&コーヒーゼリー」をリニューアル。
  - 3月28日 - 日本人のための乳酸菌を配合したプレーンヨーグルト「ナチュレ恵megumi」及びリニューアルした「毎日骨太」シリーズ（乳飲料・のむヨーグルト・ヨーグルト）を発売。
  - 4月1日 - 新コーポレートブランドメッセージ「笑顔のそばに MEGMILK」を制定。同時にミルククラウンをかたどったブランドロゴマークが廃止され、現在の「メグミルク牛乳」に使用している「MEGMILK」ロゴを当社のブランドロゴとした。
  - 5月9日 - 「牛乳が好きな人のメグミルク」を全国発売。これにより「メグミルク」は1,000ミリリットルサイズのみとなる。
  - 11月1日 - 連結子会社の多摩ビヴァレッジを吸収合併
- 2007年
  - 4月 - ライセンス生産されていたヨーグルトブランド「ヨープレイト」の販売を終了。「創作ミルク工房」、「生きて届けるビフィズス菌ヨーグルト」は「メグミルク」ブランドに移行。また、「農協果汁ゼリー」は「くだものみたいなゼリー」シリーズとなり、「メグミルク」ブランドに移行。
  - 5月 - 「牛乳が好きな人のメグミルク」が「メグミルク牛乳」にリニューアルし発売
  - 10月 - 同社海老名工場で製造された牛乳に、ヨーネ病に感染した乳牛から搾乳された原料を使用した疑いがあることを表明。関東・甲信越・静岡地区で販売された、同工場製の牛乳の自主回収が行われた。
- 2008年3月31日 - 「メグミルク牛乳」に採用している「メグまごころ製法」が特許を取得。2008年4月出荷分よりパッケージに「特許取得」が記載される。
- 2009年
  - 1月27日 - 10月1日付で雪印乳業と共同で株式移転を行い、持株会社「雪印メグミルク株式会社」を設立して経営統合することを発表。
  - 3月31日 - 「アカディ」の後継商品「おなかにやさしく」発売。
  - 10月1日 - 経営統合により、雪印メグミルクの子会社となる。
- 2011年4月1日 - 旧：雪印乳業と共に雪印メグミルクに吸収合併された。

## 工場
現在国内において操業中の工場は以下の通り。カッコ内は各工場の所在地と製造工場記号。
- 札幌工場（札幌市東区・A01）旧:雪印
- 川越工場（埼玉県川越市）旧:全酪連（旧:全酪連東京デザート工場。経営統合時に改称。）
- 野田工場（千葉県野田市・C04）旧:雪印
- 富里工場（千葉県富里市・C05）旧:全農
- 日野工場（東京都日野市・C06）旧:雪印
- 海老名工場（神奈川県海老名市・C07）旧:雪印（旧:雪印乳業厚木工場。経営統合時に改称。）
- 豊橋工場（愛知県豊川市・E01）旧雪印（旧雪印乳業愛知工場。経営統合時に改称。）
- 名古屋工場（名古屋市守山区･E02）旧:雪印
- 京都工場池上製造所（京都府南丹市・F01）旧:全農
- 京都工場（京都府南丹市・F02）旧:雪印
- 神戸工場（神戸市西区・F03）旧:雪印
- 福岡工場（福岡市南区・G01）旧:雪印

委託分
- みちのくミルク株式会社本社工場
- いばらく乳業株式会社

閉鎖された工場
- 児玉工場（埼玉県本庄市・C03）旧：全農（2011年3月末に閉鎖）

## CM
- 2009年12月当時、TOKIOの城島茂をイメージキャラクターに起用した企業CMを放送していた。